# Canoniche (Treviso)

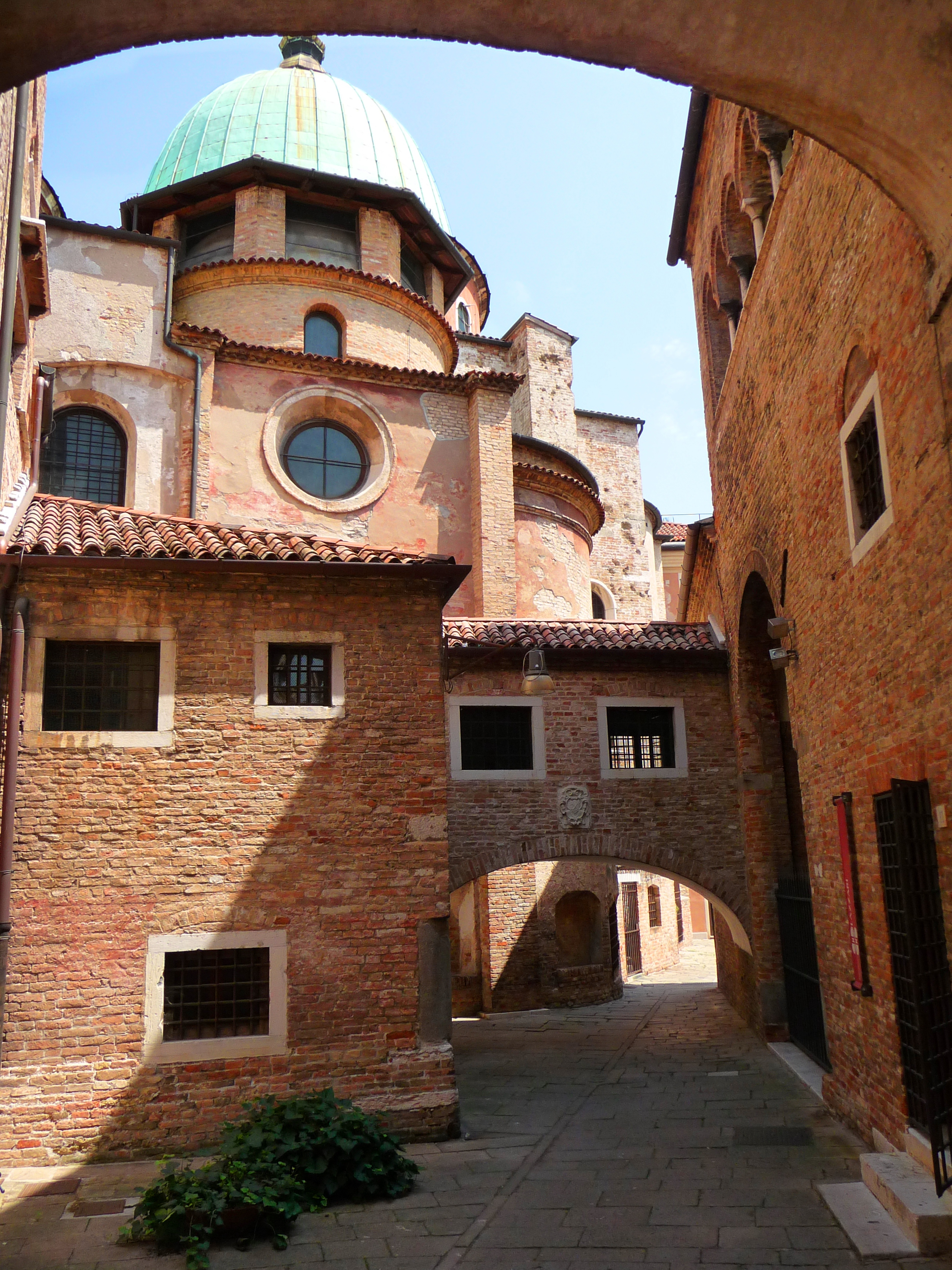
Vicolo Duomo: a sinistra le Canoniche Vecchie, a destra le Nuove.

Il complesso delle Canoniche della Cattedrale sorge a sud-est del Duomo di Treviso. Le Canoniche Vecchie ospitano attualmente il Museo Diocesano di Arte Sacra, nelle Canoniche Nuove trova posto la Biblioteca capitolare.

## Storia
Il complesso degli edifici di cui fanno parte le Canoniche Vecchie e Nuove è tra i più antichi della città e si trova in un'area in cui, si tramanda, sorgeva il teatro della Tarvisium romana. Numerosi sono i reperti rinvenuti: la testimonianza più importante è certo la pavimentazione musiva del IV secolo visibile in via Canoniche.
Rambaldo degli Azzoni Avogadro, storico e canonico del XVIII secolo, ritiene che la fondazione delle prime Canoniche, ad opera del Vescovo Lupo (o Lupone), sia da collocare attorno all'anno 813. La menzione da parte di Paolo Diacono, nella sua Historia Langobardorum, dell'Arcidiacono Callisto ("... Callisto, Arcidiacono della chiesa di Treviso, assunse, col consenso del re Liutprando, la direzione della chiesa di Aquileia", VI, 45) attestante che il Capitolo era presso la Cattedrale fin dall'inizio dell'VIII secolo, corrobora questa tesi.
Nonostante la costruzione, nel 1174, per volere del canonico Dondone, di una nuova ala che arrivava fino all'attuale archivolto di via Canoniche, il complesso di edifici rimaneva insufficiente: la Riforma dell'XI secolo, d'altronde, proponeva - o a volte imponeva - un modello di vita monastica anche al clero secolare e promuoveva per questo la vita in comune, in un edificio deputato a questo scopo.
Treviso viveva, verso la fine del XII secolo, una grande stagione di rinnovamento, anche urbanistico: risalgono a quegli anni il Vescovado (la domus lapidea dei documenti antichi), varie case lungo il Calmaggiore, il Palazzo dei Trecento, la Loggia dei Cavalieri.
L'ampliamento delle canoniche avvenne grazie al "conte Giovanni" (forse di Collalto), benefattore la cui identità rimane avvolta nella leggenda, che donò l'area dell'antico teatro nella quale sorsero le "Canoniche Nuove". A permetterci di collocare i lavori di costruzione all'inizio del XIII secolo è una pergamena che ricorda il poiolus (o piccolo ponte) tra i due edifici. Un alto passaggio coperto esiste tuttora; ad avviso del Coletti esso non può però essere quello originale.
Nel 1505, Pietro Loredan, figlio del Podestà di Treviso Lorenzo Loredan, finanziò il restauro di vari locali che furono adibiti a biblioteca. Una lapide, oggi perduta, ricordava i lavori:
Tra il 1566 e il 1583, le Canoniche Nuove ospitarono per volere del vescovo Giorgio Corner, l'appena fondato Seminario vescovile di Treviso.
Verso la fine del XVIII secolo una nuova stagione di rinnovamento, soprattutto per la Cattedrale, ricostruita secondo la moda neoclassica dall'architetto Giordano Riccati, interessò sia le Canoniche Vecchie che le Nuove. In particolare, Rambaldo degli Azzoni Avogadro finanzò importanti lavori negli ambienti del secondo piano delle Canoniche Nuove, destinati alla Biblioteca e agli Archivi di cui il nobiluomo era conservatore. Il Capitolo, alla sua morte, pose all'interno della sala maggiore della biblioteca un busto e una lapide sulla quale si leggeva: Foto della sala maggiore della Biblioteca Capitolare prima del bombardamento con il busto collocatovi in memoria del Canonico Rambaldo dei Conti Azzoni Avogaro.
Il 7 aprile 1944, il bombardamento anglo-americano causò un incendio che interessò le Canoniche Nuove e le case contigue. Una bomba fece crollare la parete esterna della sala d'ingresso della biblioteca e distrusse quattro scaffali di libri. Nel pomeriggio l'incendio divampato dalle abitazioni vicine si propagò alla biblioteca, facendola crollare il palazzo un piano dopo l'altro. L'ingente carico di lavoro e i danni provocati agli idranti resero tardivo ed inefficace l'intervento dei vigili del fuoco.

Via Paris Bordone dopo il bombardamento

Nel dopoguerra, su progetto di Mario Botter, si cercò di riportare l'edificio all'aspetto romanico originario.
Con il restauro delle Canoniche Vecchie (1987), la radicale rimozione delle sovrastrutture affastellatesi nel corso dei secoli, finalizzata anche alla razionalizzazione degli spazi per il Museo diocesano, ha restituito, per quanto possibile, l'aspetto originario anche di questo edificio.

## Descrizione

### Canoniche Vecchie
Il restauro portato a termine dall'architetto Roberto Fontana e dall'ingegner Giorgio Pizzinato ha permesso di escludere che l'edificio fosse frutto di un progetto unico ed organico. In particolare, la rimozione delle sovrastrutture che ingombravano l'ampio atrio di ingresso e l'ala orientale ha rivelato che ad un primo edificio di dimensioni limitate altri se ne aggiunsero, inglobandosi l'un l'altro, nel corso di un millennio. L'abbondanza di scale e passaggi conferma la disomogenea costruzione del palazzo.
Dell'antica struttura delle Canoniche sono ancora riconoscibili il solarium, inteso come terrazza coperta, le celle singole dei canonici, un dormitorio comune e il refettorio.
Dall'atrio si accede alla corte interna, confinante a nord con il Duomo e a est con il Vescovado. In questo luogo, già adibito a chiostro e della cui struttura rimane solo la parte adiacente all'atrio, sono stati trovati all'inizio del XIX secolo i resti del portale romanico della cattedrale, smontato verso il 1805 nell'ambito dei lavori di ricostruzione della stessa. Era qui sepolto Giovanni Pozzobon, stampatore e giornalista, inventore dell'almanacco Schieson Trevisan, continuato ancor oggi.
Dall'atrio dipartono anche le scale che portano al poiolus e quindi alle Canoniche Nuove e quelle che danno accesso al Museo Diocesano.  Dal corridoio al primo piano si ha l'adito al Museo vero e proprio, allestito in varie sale collegate da scalette e altri passaggi. Oltre alla valorizzazione dei lacerti di affreschi (di particolare interesse le coppie di draghi e grifoni nella sala omonima) e degli stemmi, nell'ambito dell'ultimo restauro sono state riaperte alcune monofore e polifore romaniche.
Il corridoio termina con due rampe di scale: una porta alla Cappella del Malchiostro, l'altra scende verso il chiostro.

## Galleria d'immagini

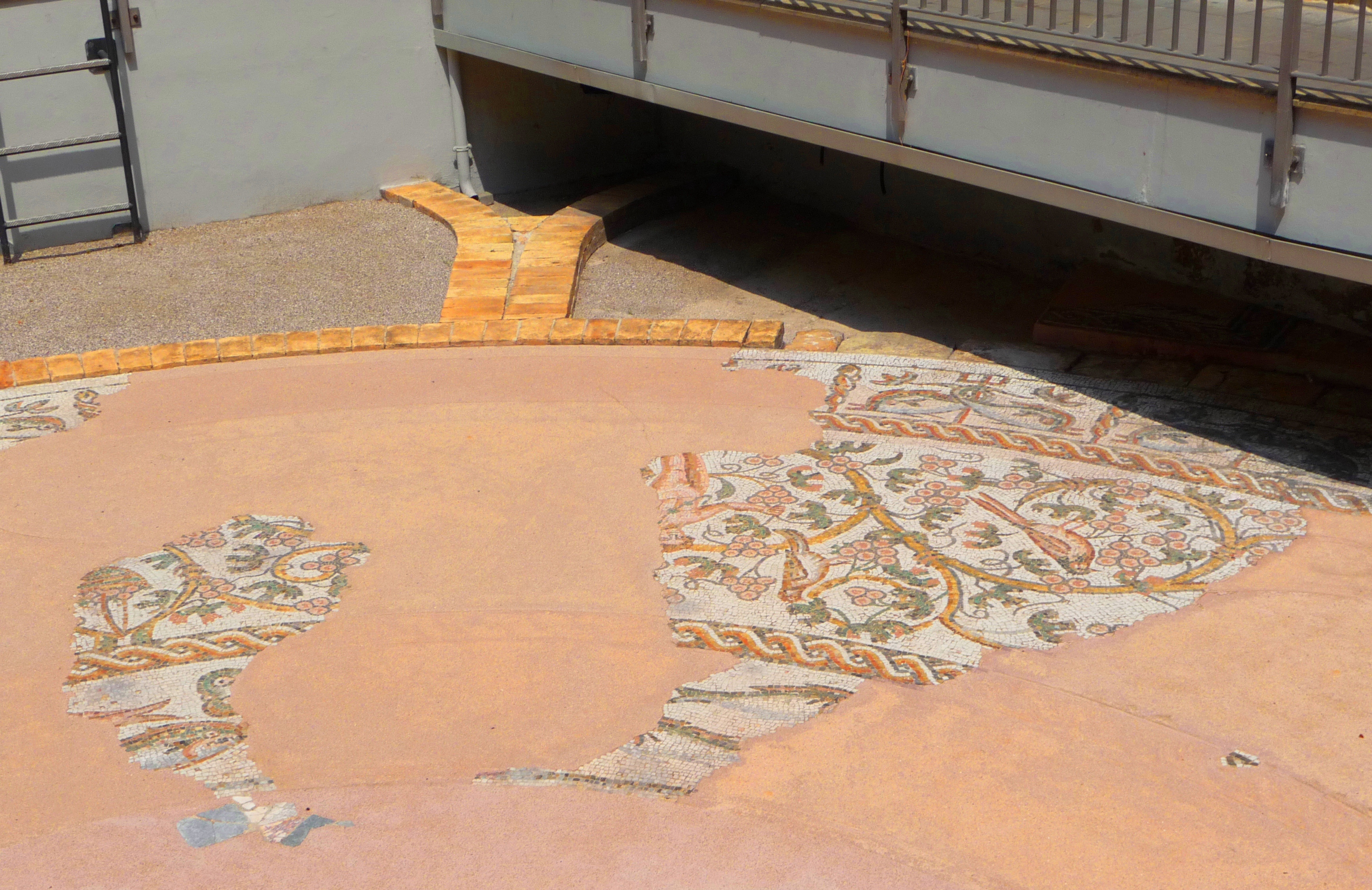
Mosaico paleocristiano in via Canoniche
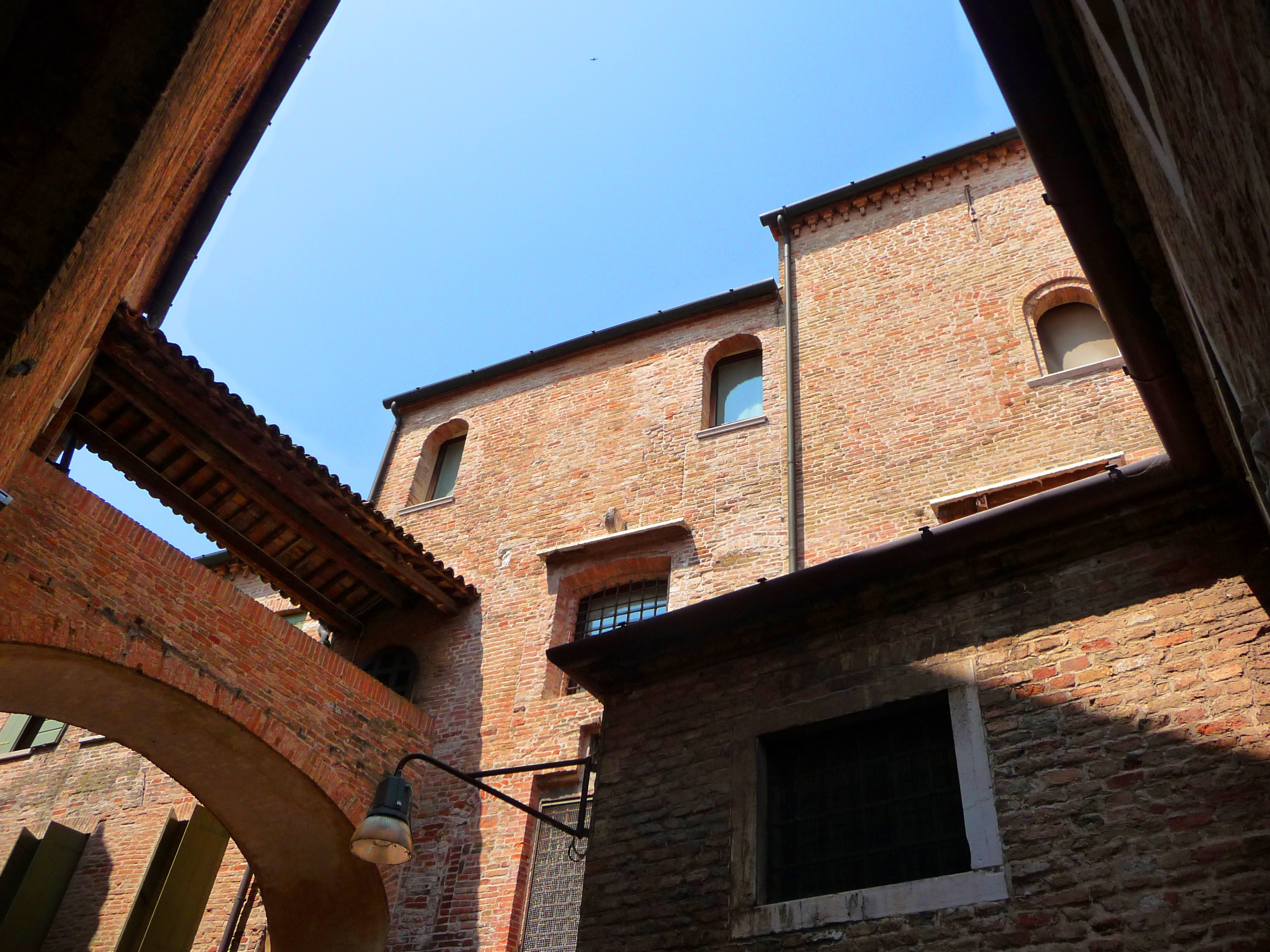
Le Canoniche Vecchie e il poiolus
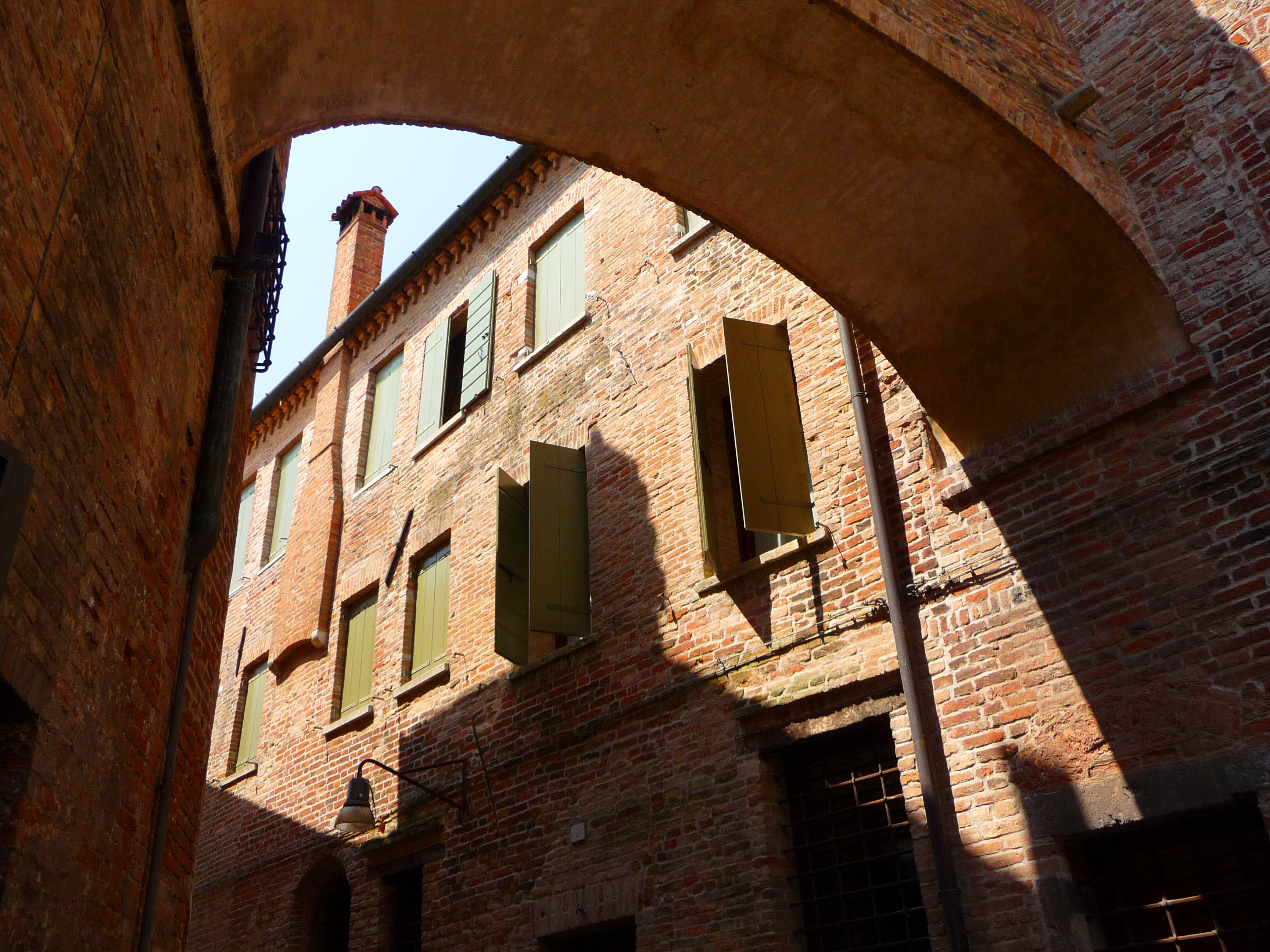
Le Canoniche Vecchie
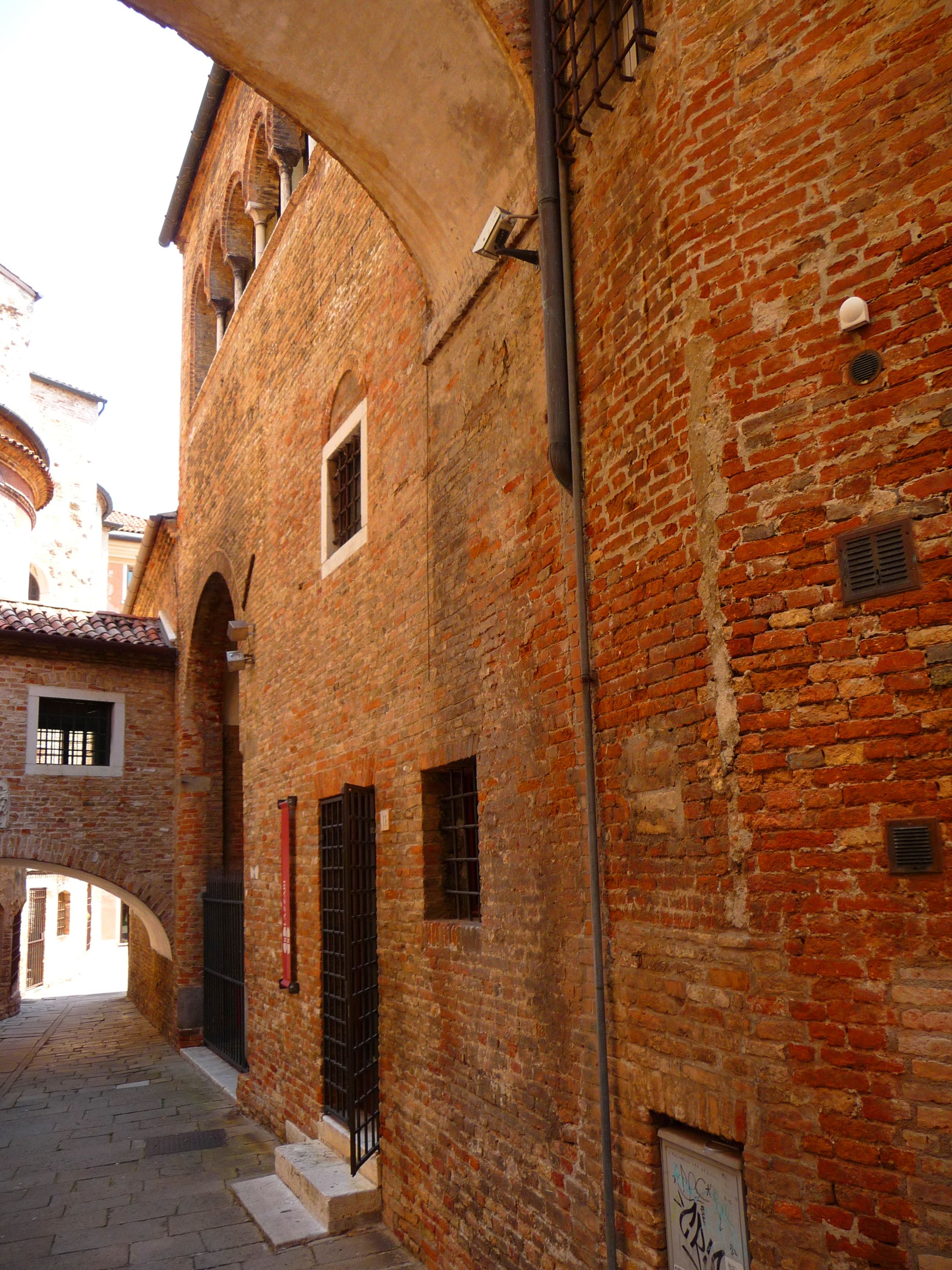
Le Canoniche Nuove
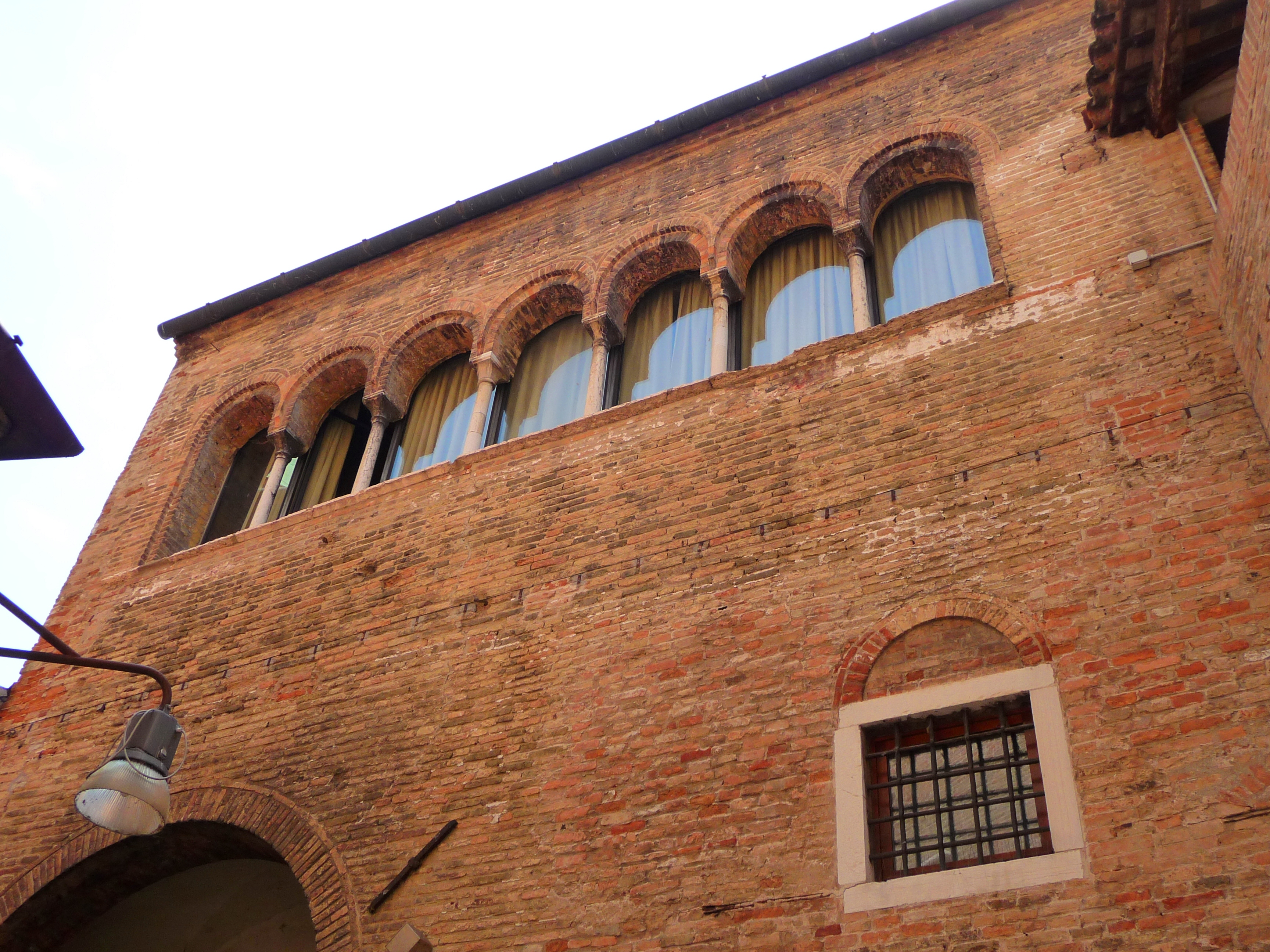
L'elegante loggia della Biblioteca Capitolare
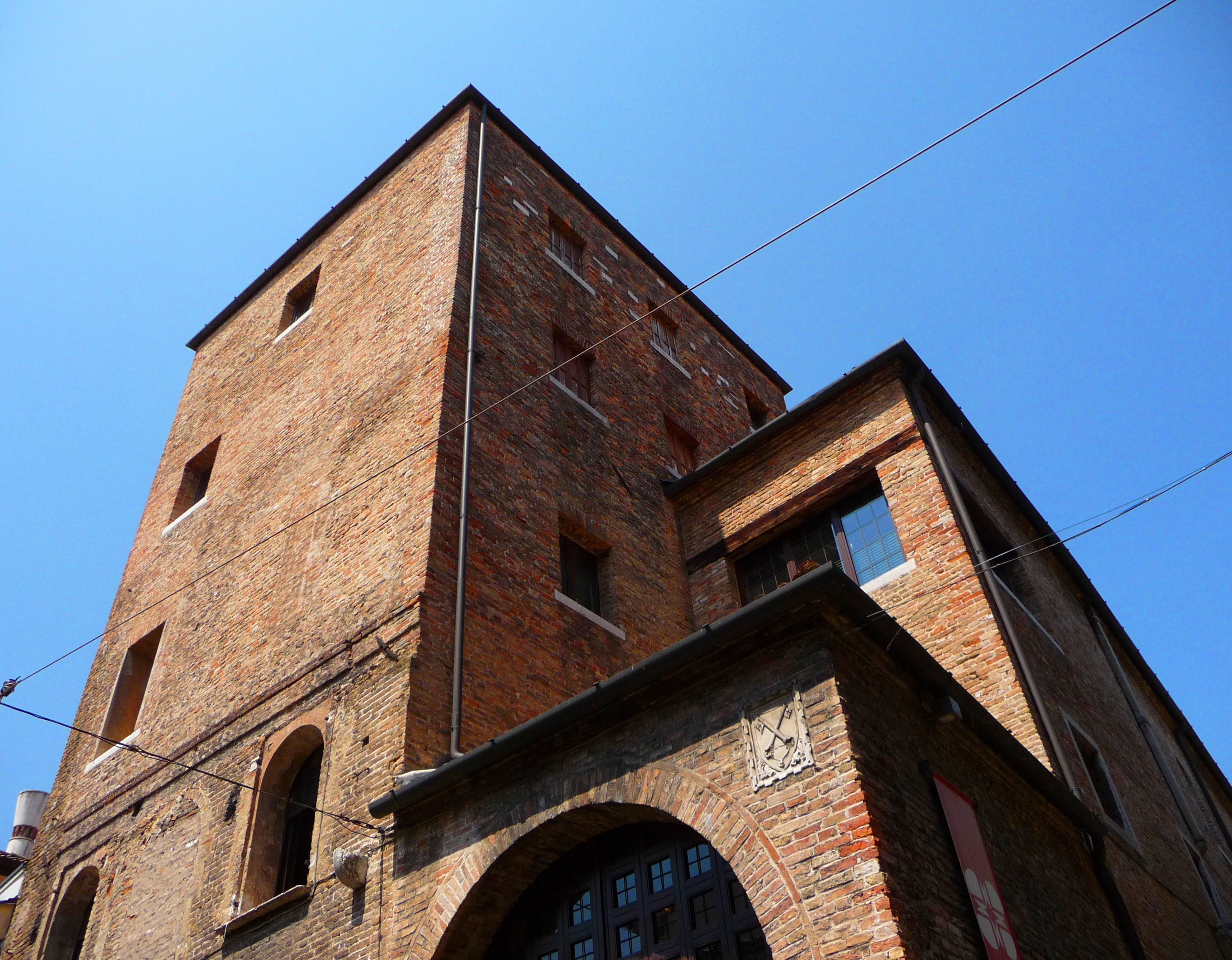
Torre del conte Giovanni